# Turgay Semercioğlu
Turgay Semercioğlu (ur. 25 lutego 1954 w Trabzonie) – turecki piłkarz występujący na pozycji obrońcy. Trener piłkarski.

## Kariera klubowa
Semercioğlu przez całą karierę grał w Trabzonsporze. Jego barwy reprezentował w latach 1974-1988. W tym czasie zdobył z nim mistrzostwo Turcji (1976), trzy Puchary Turcji (1977, 1978, 1984), a także sześć Superpucharów Turcji (1976, 1977, 1978, 1979, 1980, 1983).

## Kariera reprezentacyjna
W reprezentacji Turcji Semercioğlu zadebiutował 23 listopada 1975 roku w wygranym 1:0 meczu eliminacji Mistrzostw Europy 1976 ze Związkiem Radzieckim. W latach 1975–1987 w drużynie narodowej rozegrał 35 spotkań.